# Проспект Ленина (Ишимбай)
Проспе́кт Ле́нина — проспект, центральная линия города Ишимбая. Проходит от улицы Космонавтов (возле набережной реки Белой) до улицы Чкалова (район поймы реки Тайрук). Протяжённость проспекта — 2,7 километра, ширина — 25 метров. Бульварная часть проложена по всему проспекту. К проспекту примыкают две площади города — площадь им. Ленина и площадь Первооткрывателей Башкирской Нефти.
Проспект Ленина менял своё название: первоначально именовался Октябрьской улицей, в 1965 году переименован в проспект имени Ленина. В настоящее время — проспект Ленина.

## История
В 1933 году на углу улиц Ленина и Октябрьской, перестроенной после войны в проспект имени Ленина, располагался первый медпункт.

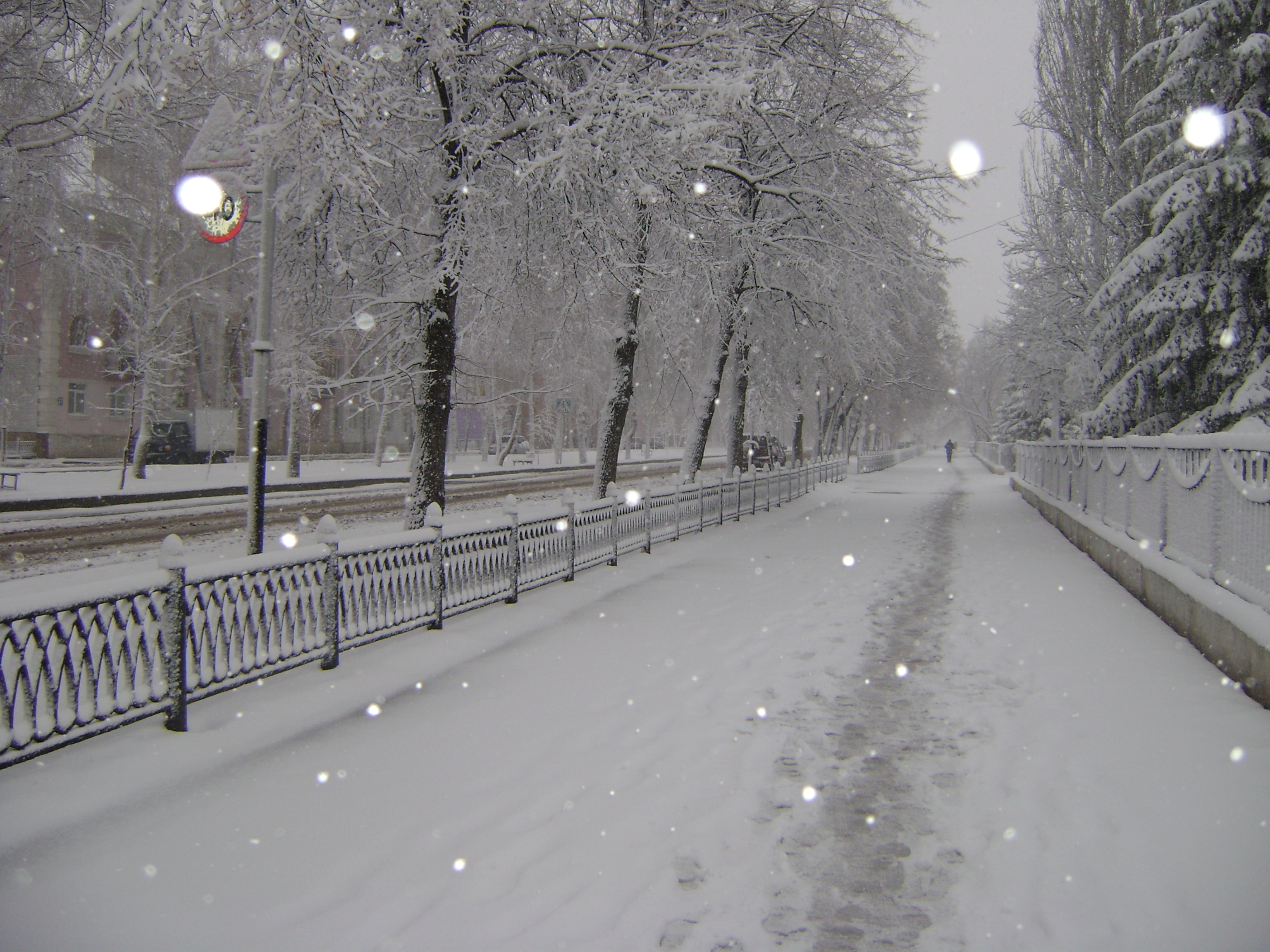
Проспект после снегопада

В 1930-х началось строительство школы № 1 (ныне гимназия № 1), где во время Великой Отечественной войны располагался эвакогоспиталь.
В 1937 году строители сдали в эксплуатацию стадион «Нефтяник» (Ленина, 21). Земляные работы велись вручную, грунт перемещали на лошадях. Через 3 года появился спортзал.
В сохранившемся здании на проспекте Ленина, 14 (бывший Дом пионеров) в конце мая 1938 года проходил партийный пленум. Сразу по его окончании члены исполкома тогда ещё рабочего посёлка Ишимбая были арестованы.
В 1940 году на улице начато сооружение первых четырёхэтажных жилых домов в городе Ишимбае.
В 1955 году начато строительство Дворца культуры. Заказчик — Ишимбайский нефтеперерабатывающий завод. В конце октября 1961 года государственная комиссия приняла Дворец культуры нефтяников имени С. М. Кирова в эксплуатацию с оценкой «отлично».
10 июня 1965 года на заседании исполкома Ишимбайского городского Совета депутатов трудящихся по просьбе трудящихся решено: «Идя навстречу пожеланиям жителям города и выполняя наказ избирателей переименовать улицу Октябрьскую в проспект им. В. И. Ленина».
3 июля 1989 года исполком горсовета принял решение о передаче помещения по адресу: проспект Ленина, 16, под городской музей.
На 22 декабря 1990 г. проспект Ленина, начинающийся от ул. Космонавтов, имеет протяжённость 2,7 тыс. метров

## Важнейшие объекты

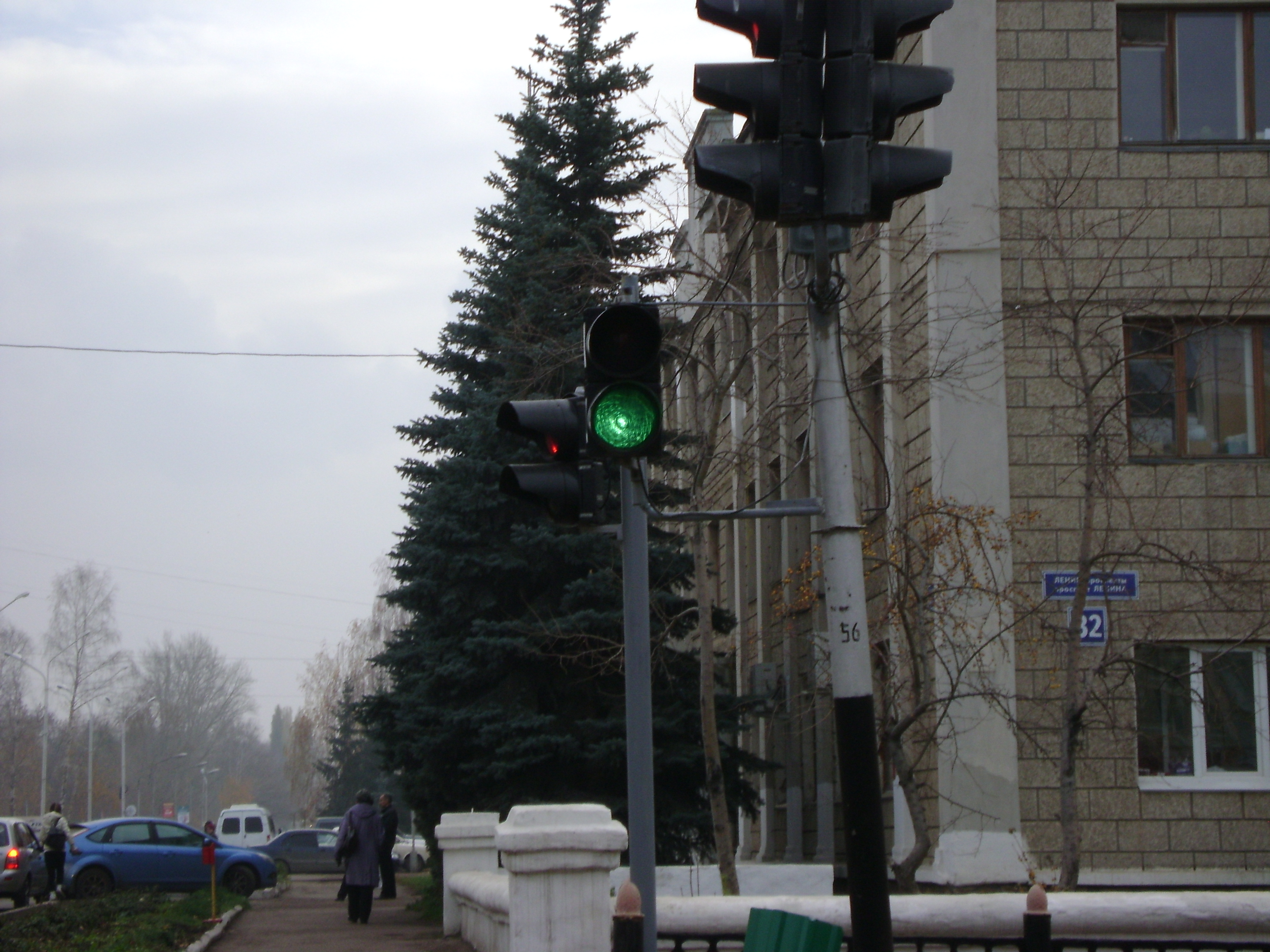

Сегодня на проспекте Ленина расположены:
- Государственные учреждения: администрация города Ишимбая, администрация Ишимбайского района[3], Ишимбайский архив.
- Крупные торговые объекты: ТСК «Гостиный двор», ТЦ «Палуба», центральный рынок «Шатлык», ТЦ «Центральный».
- Финансовые и страховые структуры: «Башкомснаббанк», «ПромТрансБанк», «Ингосстрах».

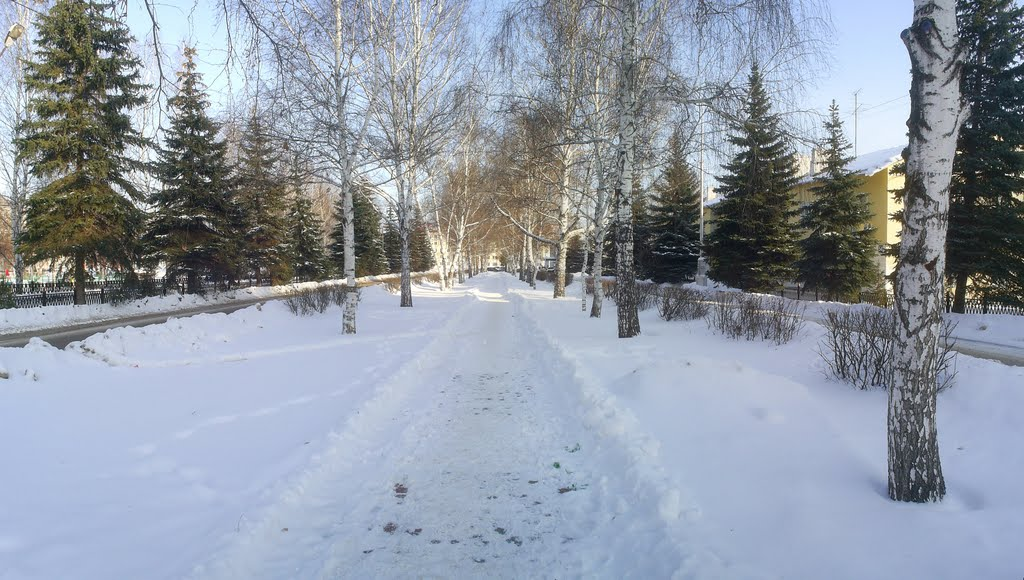
Проспект Ленина, Ишимбай, 16 января 2012

- Объекты образования: гимназия № 1, Дворец детского (юношеского) творчества, Детская школа искусств.
- Объекты культуры: Ишимбайский историко-краеведческий музей, Ишимбайская картинная галерея, Ишимбайский музей народного образования, Дворец культуры нефтяников им. С. М. Кирова.
- Объекты туризма: гостиница «Заря», турагентства.
- Спортивные сооружения: стадион «Нефтяник», Ишимбайская школа олимпийского резерва.
- Площади: площадь им. Ленина, площадь Первооткрывателей Башкирской Нефти.
- Парки: сквер за площадью Ленина, сквер Пограничников.

## Памятники
На проспекте Ленина установлены многие памятные сооружения города, среди которых:
- Монумент первооткрывателям башкирской нефти[4];
- Памятник В. И. Ленину[5];
- Памятник С. М. Кирову[5];
- Памятник пограничнику с собакой[6][7][8];
- Мемориальный комплекс «Аллея героев»[9];
- Стела преподавателям и ученикам школы № 1, павшим в боях за Родину[10]
- Скульптурная группа «Наука и жизнь»[5][11];
- Скульптурная группа «Юноша и девушка»[12];
- Скульптурная группа «Крокодил Гена и Чебурашка»[12];
- Мемориальная доска г. Ишимбаю[12];
- Мемориальная доска В. В. Бабушкину[12];
- Мемориальная доска Гали Ибрагимову[12];

С 1979 по 2005 год на проспекте стоял памятник-самолёт Ту-104, имелась скульптура «Олень».

## Известные жители
На проспекте жил Гали Гизетдинович Ибрагимов, в память о нём на доме № 25 висит мемориальная доска. На ней высечены слова: «В этом доме с 1945 года по 1949 гг. жил видный башкирский писатель, лауреат Государственной премии имени Салавата Юлаева, автор известной „Кинзи“ Гали Гизетдинович Ибрагимов». В митинге по случаю открытия памятной мемориальной доски участвовали дочери и внучка писателя, писатели РБ — Раиль Байбулатов, Р. Ахметов, А. Абдразаков. На митинге присутствовали односельчане — левобережцы